# ネオムターフカップ
ネオムターフカップ（アラビア語: كأس نيوم、英語: Neom Turf Cup）は、サウジアラビアのキングアブドゥルアジーズ競馬場で開催されている競馬の競走である。

## 概要
サウジアラビアジョッキークラブが2020年に創設した国際競走。総賞金は150万米ドルで、距離は芝2100m。
同日に開催されるサウジカップのアンダーカードの1つである。
海外調教馬はIFHA（国際競馬統括機関連盟）のパート1国における重賞競走で4着以上の成績を収めるか、自国におけるレーティングで100ポンド以上、牝馬は96ポンド以上を獲得しなければ競走に登録することが出来ない。

## 歴史
- 2020年 - 「モハメドユスフナギモーターズカップ」の名称で創設。
- 2021年 - 「ネオムターフカップ」に改称。
- 2022年 - IFHA（国際競馬統括機関連盟）がサウジアラビアの競馬をパートII国に格上げしたことに伴い、本年より国際G3競走として施行[2][3]。
- 2024年 - 国際G2に昇格、総賞金も200万ドルに増額[4]。

## 優先出走権
バーレーンインターナショナルトロフィー、チャレンジカップ（2024年まで）、ペガサスワールドカップターフの1着馬には優先出走権が与えられる。

## 歴代優勝馬
| 回数  | 施行日        | 調教国・優勝馬 | 性齢 | タイム  | 騎手         | 調教師       |
| ----- | ------------- | -------------- | ---- | ------- | ------------ | ------------ |
| 第1回 | 2020年2月29日 | Port Lions     | 牡5  | 2:11.41 | A.デフリース | F.ナス       |
| 第2回 | 2021年2月20日 | True Self      | 牝8  | 2:10.57 | H.ドイル     | W.マリンズ   |
| 第3回 | 2022年2月26日 | Authority      | 牡5  | 2:06.72 | C.ルメール   | 木村哲也     |
| 第4回 | 2023年2月25日 | Mostahdaf      | 牡5  | 2:06.24 | J.クローリー | J.ゴスデン   |
| 第5回 | 2024年2月24日 | Spirit Dancer  | 騸7  | 2:07.10 | O.オーア     | R.フェイヒー |
| 第6回 | 2025年2月22日 | Shin Emperor   | 牡4  | 2:07.74 | 坂井瑠星     | 矢作芳人     |